# Heike Kamerlingh Onnes
Heike Kamerlingh Onnes, född 21 september 1853 i Groningen, död 21 februari 1926 i Leiden, var en nederländsk fysiker som mottog Nobelpriset i fysik 1913 för sin forskning på materia vid mycket låga temperaturer. Han var bland annat den förste att framställa flytande helium, och upptäckte supraledning.
Kamerlingh Onnes var professor vid Leidens universitet 1881-1923. Under hans ledning utvecklades det fysikaliska laboratoriet i Leiden till ett forskningsinstitut av internationell ryktbarhet, särskilt inriktat på de låga temperaturernas fysik. Här utfördes av Kamerlingh-Onnes jämte en rad in- och utländska forskare för den moderna fysikens utveckling betydelsefulla arbeten, framför allt över termodynamiska problem, över kroppars magnetiska egenskaper vid låga temperaturer, över optiska, magnetooptiska och elektriska effekter vid dessa temperaturer. Resultaten publicerades i Communications from the physical laboratory of the university of Leiden. Kamerlingh-Onnes var den förste, som lyckades kondensera helium (1908), varigenom det viktiga temperaturområdet strax ovanför absoluta nollpunkten gjordes tillgängligt för mätningar. Kamerlingh Onnes tilldelades Matteuccimedaljen 1910, Rumfordmedaljen 1912 och Franklinmedaljen 1915.